# ويس أتكينسون
ويس أتكينسون (بالإنجليزية: Wes Atkinson) (13 أكتوبر 1994 في المملكة المتحدة - ) هو لاعب كرة قدم بريطاني في مركز الدفاع. لعب مع كامبريدج يونايتد ونوتس كاونتي ووست بروميتش ألبيون وEastleigh F.C. ‏.

## وصلات خارجية
- ويس أتكينسون على موقع قاعدة بيانات كرة القدم.إي يو (الإنجليزية)
- ويس أتكينسون على موقع Soccerbase.com (لاعب) (الإنجليزية)
- ويس أتكينسون على موقع Soccerway.com (الإنجليزية)